# イタリア軍
イタリア軍（イタリアぐん、イタリア語: Forze armate、略称FF.AA.）は、イタリア共和国の軍隊。

## 概要
陸軍・海軍（イタリア沿岸警備隊を含む）・空軍に加え第四の軍といえる警察軍（カラビニエリ）を保有し、軍事費総額は世界第11位に達する。現役兵員は陸海空の総数が18万3000名、警察軍は10万9499名となる。
これ以外に予備役制度が存在する他、財務省管轄である財務警察も一部が国境警備隊や憲兵として運用されている。
1946年以降、共和制を採用するイタリア共和国において国軍はイタリア国防省の管轄下に置かれ、国防最高評議会及び共和国議会の承認を受けた共和国大統領の命令によって行動する。国外の協力組織としてロードス及びマルタにおけるエルサレムの聖ヨハネ病院独立騎士修道会（マルタ島政府とは異なる）を指揮下に置いており、主に医療活動への従事が求められる。
略称がF.A.ではないのは、消防(イタリア語; Vigili del Fuoco)などと同じように、軍隊には複数の人員がいることを表すためである。

## 組織

### 指揮官
- 大統領
- 首相
- 国防大臣（Ministro della Difesa）
- 国防参謀総長（Capo di stato maggiore della difesa）
  - 陸軍参謀総長（Capo di stato maggiore dell'Esercito Italiano）
  - 海軍参謀総長（Capo di stato maggiore della Marina Militare）
  - 空軍参謀総長（Capo di stato maggiore dell'Aeronautica Militare）
  - カラビニエリ総司令官（Comandante generale dell'Arma dei Carabinieri）

### 軍政軍令機関
- 国防最高評議会（Consiglio supremo di difesa）
- 国防省（Ministero della difesa）
- 国防参謀本部（統合参謀本部、Stato maggiore della difesa）
  - 陸軍参謀本部（Stato maggiore dell'Esercito Italiano）
  - 海軍参謀本部（Stato maggiore della Marina Militare）
  - 空軍参謀本部（Stato maggiore dell'Aeronautica Militare）
  - カラビニエリ総司令部（Comando generale dell'Arma dei Carabinieri）

### 主要部隊

#### イタリア陸軍（Esercito Italiano）

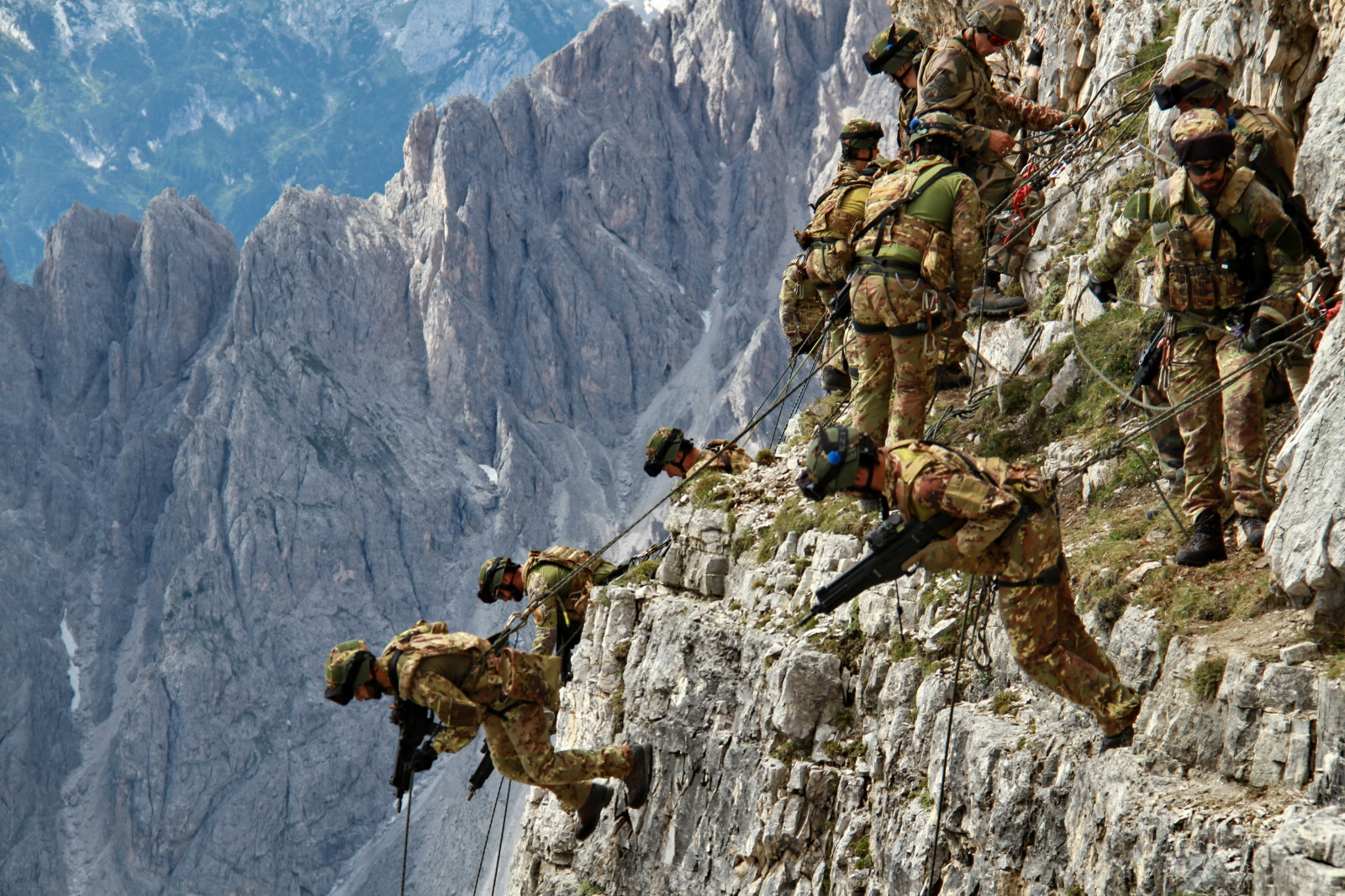
アルピーニ（山岳兵）

イタリア陸軍（Esercito Italiano、エゼルチト・イタリアーノ）は1861年5月4日、中世時代からの歴史を持つサヴォイア家の軍隊を中核にヴィットーリオ・エマヌエーレ2世により王立陸軍（Regio Esercito レージョ・エゼルチト）として創設された。第一次世界大戦と第二次世界大戦を経て共和制移行後はサヴォイア家から共和国大統領を最高司令官として再編される。冷戦期はNATOの一角を占める傍ら、1982年のレバノン内戦介入を契機に積極的な国際貢献活動に従事した。近年ではアメリカ合衆国が主導する対テロ戦争に協力し、アフガニスタンの国際治安支援部隊に山岳部隊（アルピーニ）などが参加している。
2004年、軍の合理化を進める過程で徴兵制度の廃止が決定され、職業軍人のみの組織へと再編された。

#### イタリア海軍（Marina Militare）

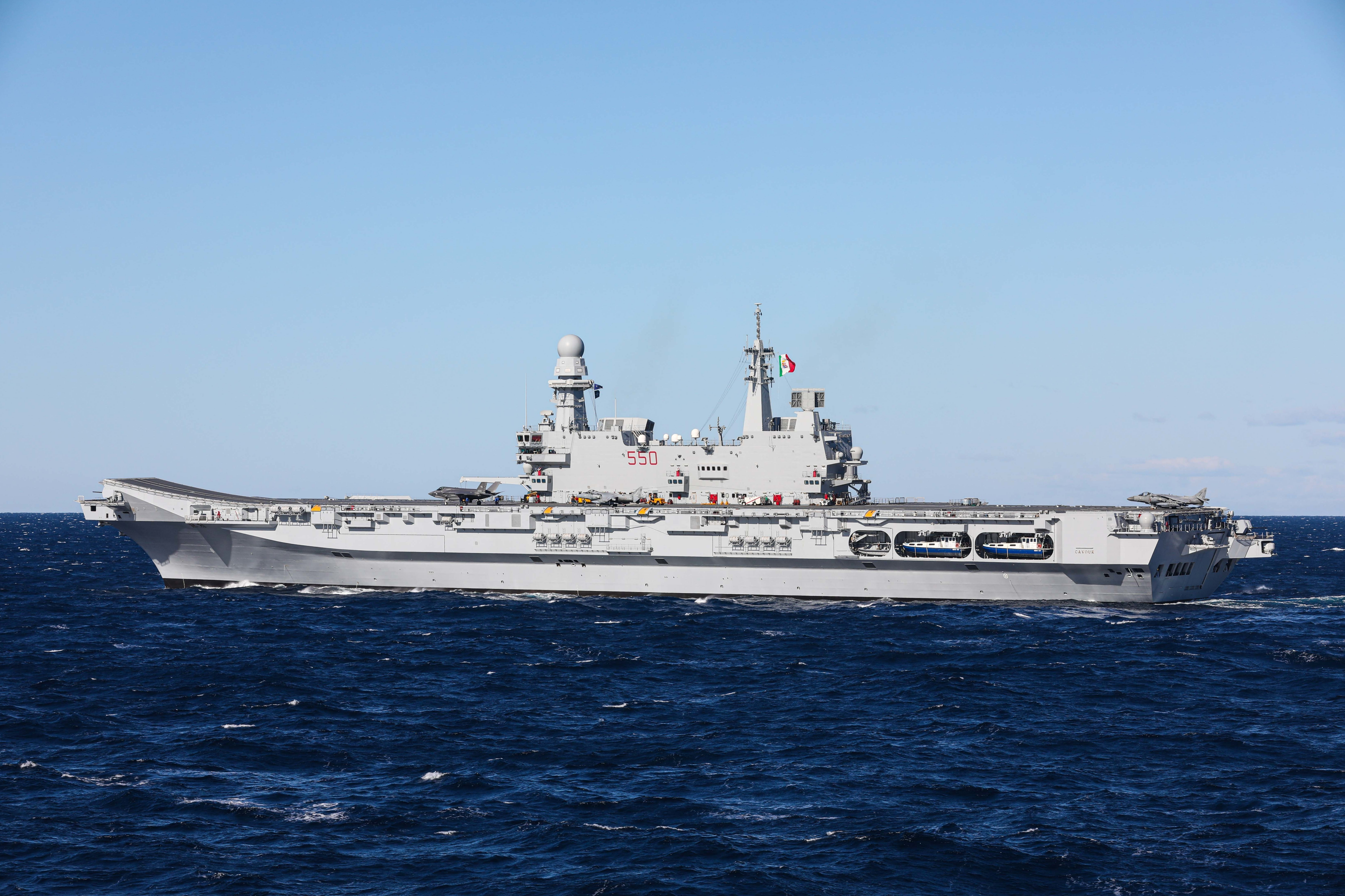
航空母艦「カヴール」

イタリア海軍（Marina Militare、マリーナ・ミリターレ）は1861年3月17日、ヴィットーリオ・エマヌエーレ2世により王立海軍（Regia Marina レージャ・マリーナ）として創設された。伝統的に海洋国家を志向する事で中世・近世の戦乱に対処した勢力が根付いてきたイタリア半島の歴史から重要視され、特にイギリス海軍との交流で造船技術の蓄積が試みられた。装甲艦、前弩級戦艦、弩級戦艦といった大型艦艇の建艦競争にも積極的に参加したが、第一次世界大戦から水雷艇などの小型艦艇の運用に転じて超弩級戦艦は建造されなかった。
第二次世界大戦までの戦間期に新戦艦という定義で戦艦建造を再開したのを最後に大艦巨砲主義から脱却、共和制移行後に海軍の現代化を推進した。V/STOL空母や強襲揚陸艦の保有を進め、冷戦期にはソ連黒海艦隊と対峙する役割を負った。現在もNATO軍の航空艦隊の一翼を担う存在として国際貢献活動に関わる他、イタリア沿岸警備隊（Guardia Costiera、グアルディア・コスティエーラ）を指揮下に置いている。

#### イタリア空軍

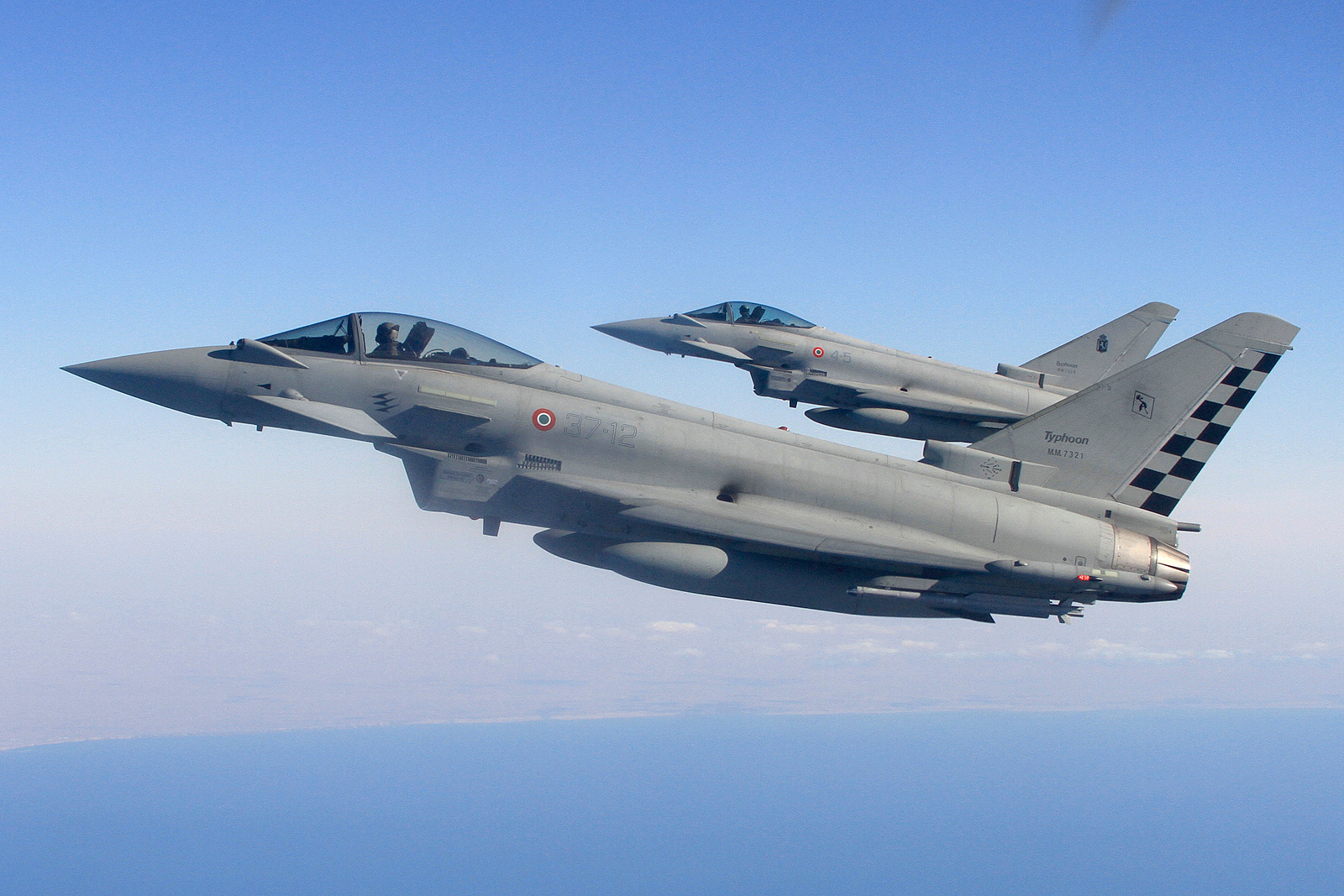
ユーロファイター タイフーン

イタリア空軍（Aeronautica Militare、アエロナウティカ・ミリターレ）はイタリア陸軍航空隊（1884年発足）を前身とし、1915年1月7日に陸軍航空団（Corpo Aeronautico Militare）として正式に創設された。1923年3月28日にヴィットーリオ・エマヌエーレ3世から王立空軍（Regia Aeronautica、レージャ・アエロナウティカ）の名を与えられた。組織的にも王立空軍には独立指揮権が与えられ、陸軍航空隊から独立空軍へと昇格された。
欧州でも古い歴史を持つ空軍組織の一つとして、共和制移行後も冷戦や対テロ戦争での貢献活動に従事している。

#### カラビニエリ

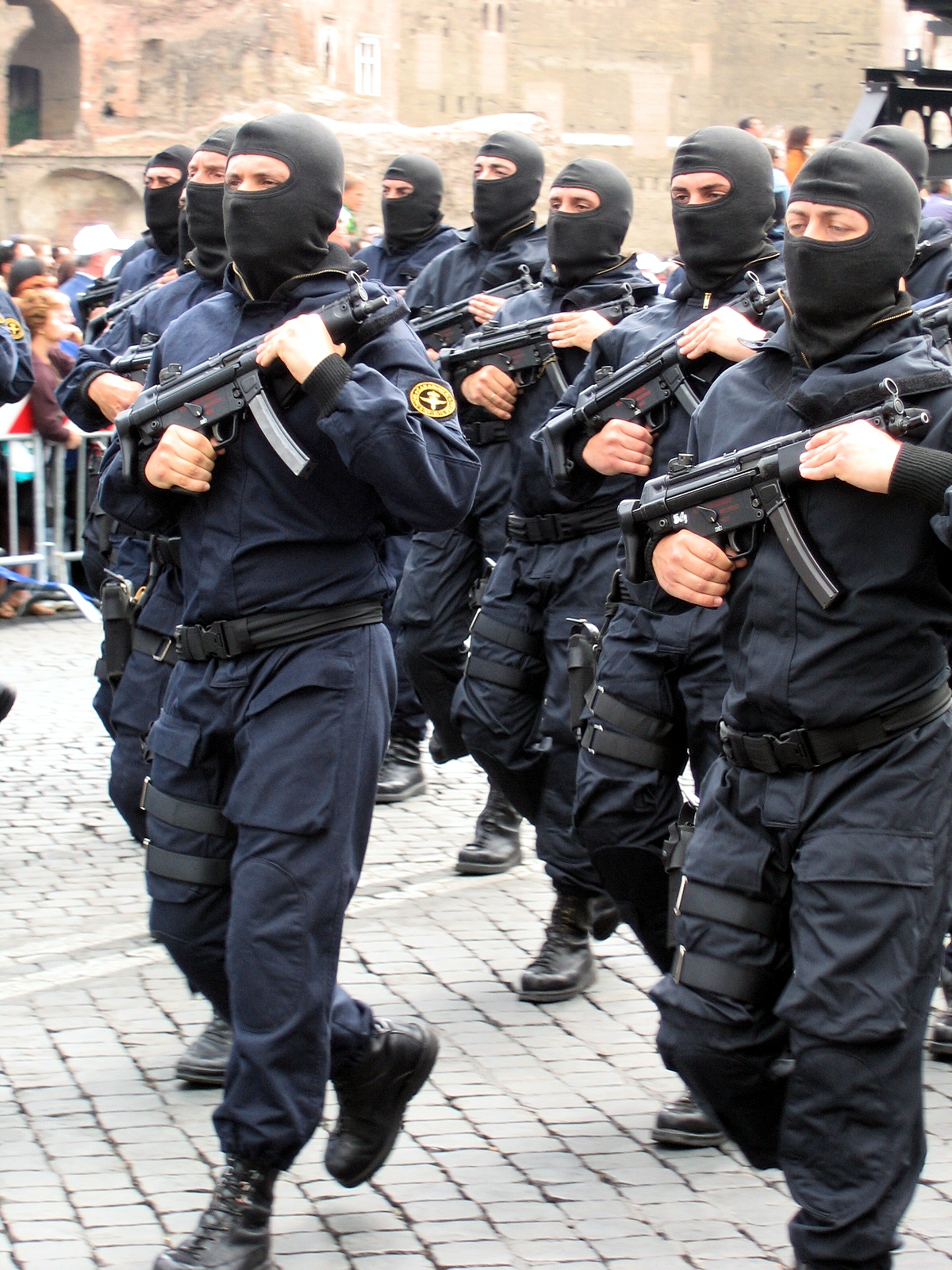
カラビニエリ GIS（国家治安警察隊特殊介入部隊

カラビニエリ（Carabinieri）、現正式名称アルマ・デイ・カラビニエリ（Arma dei carabinieri）は、1814年7月13日、ヴィットーリオ・エマヌエーレ1世により創設された。1726年に設立されたサルデーニャ竜騎兵隊（Dragoni di Sardegna、ドラゴーニ・ディ・サルデーニャ）に代わり、軍警察及び国家憲兵としての役割を与えられた。2001年、正式に陸海空軍に次ぐ第四の軍として承認されるなど独立指揮権を持つ。
最高階級であるカラビニエリ総司令官（Comandante generale dell'Arma dei Carabinieri）は、陸海空軍中将と同格として扱われる。
2005年、主要国首脳会議は行動計画「世界的な平和支援活動能力の拡大」に基き、イタリア国家警察軍を中心とした警察先端研究センター（CoESPU）を設立した。同組織は治安任務に関する先端研究・訓練拠点として、警察部隊の整備が不十分な地域・国家での治安組織の設立に協力している。

## 憲法
イタリア軍の法的地位は、憲法11条、52条、87条により規定される。
- 共和国憲法第11条

- 共和国憲法第52条

- 共和国憲法第87条

## 国際活動

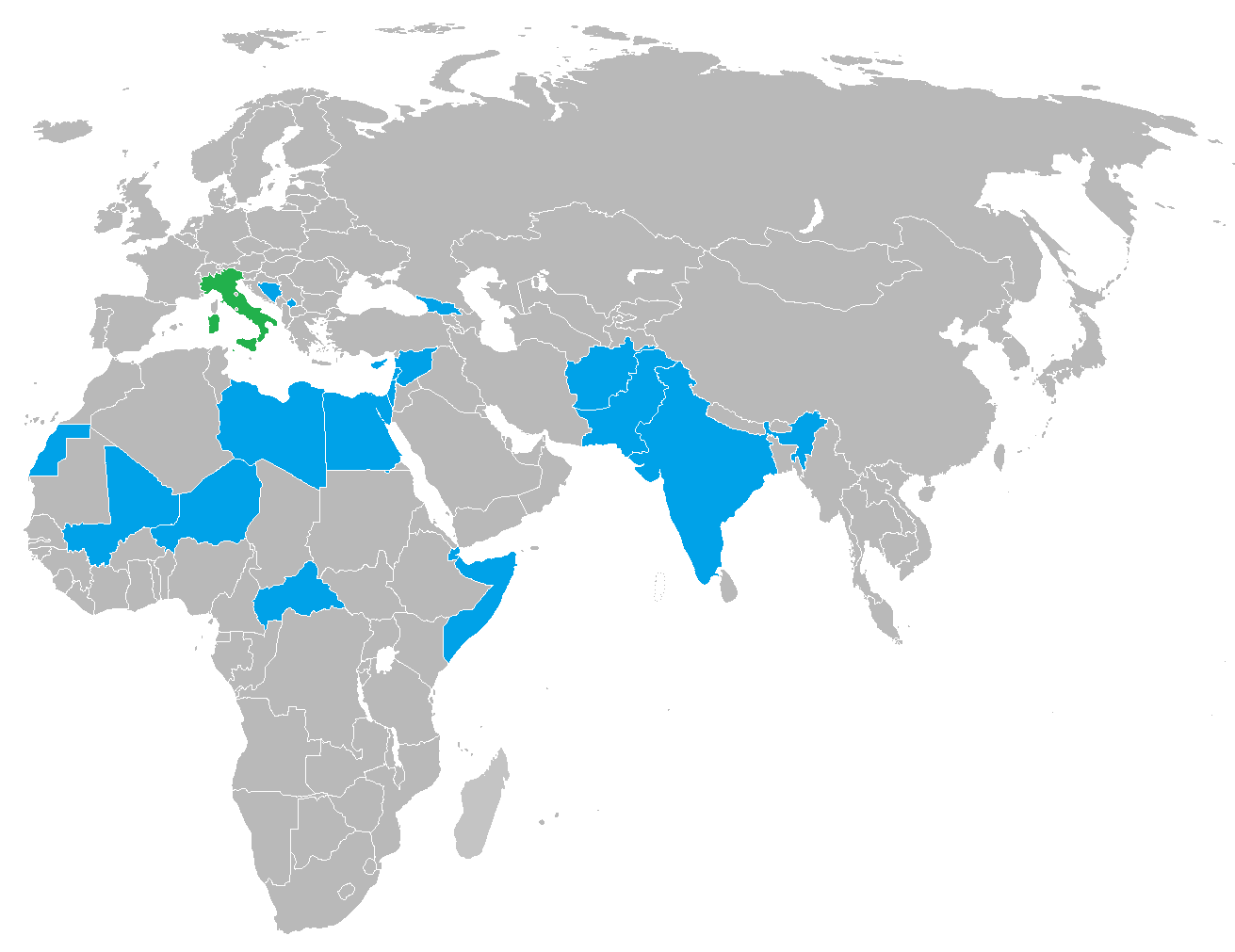
Current operations of Italian Armed Forces highlighted on a map of Afro-Eurasia.

第二次世界大戦以後、各国軍が国際貢献活動を重要な目的とする中、パリ講和条約によって軍備と対外活動に制限が加えられていたイタリア軍も1951年のインド・パキスタン紛争以来、多くの国際貢献活動に参加している。冷戦中期から現在に至るまで、国連・NATO・アメリカ主導の有志連合を通じて旧ソ連領（ロシア及びCIS）やアフリカ情勢での紛争・虐殺の停止、中東和平プロセス、対テロ戦争、幼児・女性への人権侵害の防止などに協力している。
冷戦期にアメリカ合衆国と西欧諸国間の同盟として設立されたNATO（北大西洋条約機構）では、米欧州軍の南欧方面部隊の中核である米第173空挺旅団と米第6艦隊を含む在伊米軍とNATO地中海海軍（ナポリ統連合軍司令部）と協力しつつ、NATO国防大学（EUR）の監理運営、15か国からなるイタリアNATO緊急展開軍団の指揮編成などが委任されている。
1982年、サブラ・シャティーラ事件に伴うレバノン内戦介入がイタリア軍にとり、国連中心の国際貢献活動に参加する上で重要な契機となった。またNATOやアメリカ軍との共同作戦でも湾岸戦争（1990年）での航空支援、対テロ戦争における不朽の自由作戦と作戦後の治安作戦（国際治安支援部隊）に山岳兵や国家憲兵を派遣した。続くイラク戦争には国内の反対から侵攻作戦には参加しなかったが、治安維持については人道支援を目的に派兵した。
2006年5月26日、本国での政権交代により対米関係の見直しが進められ、NATOや国連の同意を得ていないイラク戦争からの撤収が決定された。

### 参加作戦
現在、イタリア軍は国際貢献に関する23件の作戦に派兵している。
- 国際連合
  - 国際連合インド・パキスタン軍事監視団（UNMOGIP）－ 1951年開始。インド・パキスタン間の戦争行為（印パ戦争）の監視を目的とする。軍事監視団38名（8ヵ国軍）中8名。
  - 国際連合休戦監視機構（UNTSO）－ 1958年開始。中東情勢の監視・平和維持目的とする。休戦監視機構145名（23ヵ国軍）中23名。
  - 国際連合レバノン暫定駐留軍（UNIFIL）－ 1978年開始。レバノン内戦の終結に向けた軍事介入と停戦維持を目的とする。暫定駐留軍1万2056名（36ヵ国軍）中1100名。
  - 国際連合西サハラ住民投票ミッション（MINURSO]）－ 1991年開始。西サハラ独立問題の公正な住民投票による決着を目的とする。ミッション参加要員237名（29ヵ国軍）中5名。
  - 国際連合キプロス平和維持軍（UNFICYP）－ 2005年開始。キプロス紛争の停戦を目的とする。平和維持軍918名（20ヵ国軍）中4名。
  - 国際連合アフリカ連合ダルフール派遣団（UNAMID）－ 2008年開始。アフリカ連合によるダルフール紛争介入の支援を目的とする。派遣団2万3129名（51ヵ国軍）中3名。
- NATO
  - NATOコソボ治安維持部隊（KFOR）－ 1999年開始。コソボの治安維持を目的とする。派遣団5500名（30ヵ国軍）中670名。
  - 国際治安支援部隊（ISAF）－ 2001年開始。ボン合意に基づくアフガニスタンの治安維持を目的とする。派遣団13万670名（49ヵ国軍）中4250名。
  - エンデバー作戦（Endeavour）－ 2001年開始。地中海の不法航行防止を目的とする。17名派遣。
  - オーシャン・シールド作戦（Ocean Shield）－ 2009年開始。アデン湾の不法航行防止を目的とする。240名派遣。
  - NATO軍マケドニア司令部－ 将校12名（7ヵ国軍）中1名。
  - NATO軍ボスニア・ヘルツェゴヴィナ司令部－ 将校42名（10ヵ国軍）中2名。
- 欧州連合
  - 欧州連合ボスニア・ヘルツェゴヴィナ駐留軍（EUPM）－ 2003年開始。ボスニア・ヘルツェゴヴィナの治安維持を目的とする。派遣団490名（33ヵ国軍）中3名。
  - 欧州連合部隊アルシア作戦軍（EUFOR Althea）－ 2004年開始。NATOに代わり、欧州連合部隊によるデイトン合意の監督を目的とする。派遣団2150名（25ヵ国軍）中5名。
  - 欧州連合部隊ラファ作戦軍（EUBAM Rafah）－ 2005年開始。ガザ地区の停戦監視を目的とする。派遣団22名（9ヵ国軍）中1名。
  - 欧州連合グルジア軍事監視団（EUMM Georgia）－ 2008年開始。グルジア内の分離独立運動と政府軍の停戦を目的とする。派遣団370名（26ヵ国軍）中15名。
  - ソマリア欧州連合海軍部隊（EUNAVFOR）－ 2008年開始。ソマリア沖の海賊の掃討を目的とする。8名派遣。
  - 欧州連合ソマリア訓練ミッション（EUTM Somalia）－ 2010年開始。ソマリア国軍の訓練を目的とする。11名派遣。
- 多国籍軍・単独作戦等
  - イスラエル・エジプト休戦監視団（MFO）－ 1982年開始。イスラエル・エジプト間の休戦監視を目的とする。派遣団1700名（11ヵ国軍）中75名。
  - ヘブロン国際監視団（TIPH-2）－ 1997年開始。ヨルダン川西岸地区の休戦監視を目的とする。派遣団37名（6ヵ国軍）中13名。
  - イタリア共和国マルタ軍事派遣団（IMMC）－ 1988年開始。26名派遣。
  - イタリア共和国アルバニア軍事派遣団（IDE）－ 1997年開始。17名派遣。
  - イタリア共和国リビア復興部隊（IOTA）－ 2011年開始。10名派遣。